# Gösta af Petersens
Gösta Ludvig Sebastian af Petersens, född 12 december 1910 i Stockholm, död 15 augusti 1969 i Storkyrkoförsamlingen i Stockholm, var en svensk diplomat.

## Biografi
af Petersens var son till jägmästare Gustav af Petersens och friherrinnan Märta Rappe. Han tog studentexamen vid Lundsbergs skola 1930 och tog juris kandidatexamen i Uppsala 1936 innan han blev attaché vid Utrikesdepartementet (UD) samma år. af Petersens tjänstgjorde i Chicago 1937 och var tillförordnad vicekonsul i Minneapolis 1938. Han var därefter attaché i Washington, D.C. 1939, Hamburg 1940, vid UD 1940, andre sekreterare 1944 (tillförordnad 1941), förste vicekonsul i London 1944, förste vicekonsul i Liverpool 1946, Berlin 1947, förste sekreterare vid UD 1951, förste beskickningssekreterare i Buenos Aires 1953 och generalkonsul i Minneapolis 1956, samt sändebud i Canberra från 1963.
Han var styrelseledamot i Svenska institutet för kulturellt utbyte med utlandet 1951–1953 och Svensk-amerikanska nyhetsbyrån 1951–1953.
af Petersens gifte sig 1939 med Gunilla Fant (1917–1977), dotter till borgmästare Gunnar Fant och Märta Norström. Han var far till Ulla (född 1940) och journalisten Fabian af Petersens (född 1944).
Gösta af Petersens är begravd på Uppsala gamla kyrkogård.

## Utmärkelser
- Riddare av Nordstjärneorden (RNO)[1]
- Kommendör av Argentinska San Martinorden (KArgSMO)[1]